# Ariadna
Ariadna är ett släkte av spindlar. Ariadna ingår i familjen sexögonspindlar.

## Dottertaxa tillAriadna, i alfabetisk ordning[1]
- Ariadna arthuri
- Ariadna ashantica
- Ariadna barbigera
- Ariadna bellatoria
- Ariadna bicolor
- Ariadna bilineata
- Ariadna boesenbergi
- Ariadna boliviana
- Ariadna brevispina
- Ariadna burchelli
- Ariadna caerulea
- Ariadna canariensis
- Ariadna capensis
- Ariadna cephalotes
- Ariadna corticola
- Ariadna crassipalpa
- Ariadna daweiensis
- Ariadna decatetracantha
- Ariadna dentigera
- Ariadna dissimilis
- Ariadna dysderina
- Ariadna elaphra
- Ariadna fidicina
- Ariadna gracilis
- Ariadna gryllotalpa
- Ariadna hottentotta
- Ariadna insidiatrix
- Ariadna insularis
- Ariadna insulicola
- Ariadna isthmica
- Ariadna javana
- Ariadna jubata
- Ariadna karrooica
- Ariadna kibonotensis
- Ariadna kisanganensis
- Ariadna kolbei
- Ariadna laeta
- Ariadna lateralis
- Ariadna lebronneci
- Ariadna lightfooti
- Ariadna maderiana
- Ariadna major
- Ariadna masculina
- Ariadna maxima
- Ariadna mbalensis
- Ariadna meruensis
- Ariadna mollis
- Ariadna montana
- Ariadna monticola
- Ariadna multispinosa
- Ariadna murphyi
- Ariadna muscosa
- Ariadna natalis
- Ariadna nebulosa
- Ariadna neocaledonica
- Ariadna obscura
- Ariadna octospinata
- Ariadna oreades
- Ariadna papuana
- Ariadna pectinella
- Ariadna pelia
- Ariadna perkinsi
- Ariadna pilifera
- Ariadna pragmatica
- Ariadna pulchripes
- Ariadna rapinatrix
- Ariadna ruwenzorica
- Ariadna sansibarica
- Ariadna scabripes
- Ariadna segestrioides
- Ariadna segmentata
- Ariadna septemcincta
- Ariadna similis
- Ariadna snellemanni
- Ariadna solitaria
- Ariadna taprobanica
- Ariadna tarsalis
- Ariadna thyrianthina
- Ariadna tovarensis
- Ariadna tubicola
- Ariadna umtalica
- Ariadna ustulata
- Ariadna weaveri
- Ariadna viridis